# Cantatutto
Il Cantatutto era un programma televisivo italiano su testi di Antonio Amurri e Faele e con la regia di Mario Landi, trasmesso dal Programma Nazionale per due stagioni negli anni 1963 (dal 30 marzo al 4 maggio) e 1964 (dal 16 maggio al 4 luglio).

## Il programma
Il programma, condotto da Nicola Arigliano, Milva e Claudio Villa, aveva come ospiti fissi Franco e Ciccio e, per la sola seconda stagione, Alighiero Noschese.
L'orchestra era condotta da Franco Pisano, le scene di Tullio Zitkowsky (prima stagione) e Nicola Rubertelli (seconda stagione), i costumi di Fausto Saroli (prima stagione) e Giovanna La Placa (seconda stagione), le coreografie di Sergio Somigli (prima stagione) e Wanda Sciaccaluga (seconda stagione).
Mario Landi, Antonio Amurri e Faele si ritrovarono insieme, dopo la felice esperienza di Canzonissima 1960, in uno spettacolo dove noti cantanti (Nicola Arigliano, Milva e Claudio Villa) presentavano, cantavano e recitavano scenette umoristiche.